# Merton Miller
Merton Howard Miller (16 tháng 5 năm 1923 – 3 tháng 6 năm 2000) là một nhà kinh tế học Hoa Kỳ, và là đồng tác giả của định lý Modigliani–Miller (1958), định lý này để xuất sự không thích hợp của cơ cấu nợ vốn chủ sở hữu. Ông chia sẻ giải Nobel Kinh tế vào năm 1990 cùng với Harry Markowitz và William Sharpe. Miller dành phần lớn sự nghiệp hàn lâm của mình tại trường kinh doanh Booth thuộc Đại Học Chicago.

## Tiểu sử
Miller sinh ra tại Boston, Massachusetts, bố mẹ ông là Joel và Sylvia Miller, một luật sư và bà nội trợ, cả hai đều là người Do Thái. Trong Thế chiến II, ông làm việc với tư cách nhà kinh tế trong bộ phận nghiên cứu thuế của Bộ Tài chính, và nhận được bằng tiến sĩ kinh tế tại Đại học Johns Hopkins vào năm 1952. Sau khi nhận bằng tiến sĩ, ông được bổ nhiệm làm giảng viên tại Trường Kinh tế London.

## Sách
- Merton H. Miller (1991). Merton Miller on Derivatives. New York: John Wiley & Sons. ISBN 0-471-18340-7.
- Merton H. Miller (1991). Financial Innovations and Market Volatility. Cambridge, MA: Blackwell Publishing. ISBN 1-55786-252-4.
- Merton, Miller H. (1986). Macroeconomics: A Neoclassical Introduction. Charles W. Upton. Chicago: University of Chicago Press. ISBN 0-226-52623-2.
- Kessel, Reuben A. (1980). Essays in Applied Price Theory. R. H. Coase, Merton H. Miller. Chicago: University of Chicago Press. ISBN 0-226-43200-9.
- Fama, Eugene F. (1972). The Theory of Finance. Merton H. Miller. New York: Holt, Rinehart & Winston. ISBN 0-03-086732-0.